# 집적 주입 논리

I2L 인버터의 간략한 회로도.

집적 주입 논리(Integrated injection logic, IIL, I2L 또는 I2L)는 다중 컬렉터 접합형 트랜지스터(BJT)를 사용한 디지털 회로의 한 종류이다. 도입 당시에는 TTL에 필적하는 속도를 가지면서도 CMOS만큼 저전력이어서 (VLSI) 이상의 집적 회로에 사용하기에 이상적이었다. 상보 트랜지스터가 필요 없기 때문에 CMOS보다 작은 크기로 게이트를 만들 수 있다. 논리 전압 레벨이 매우 가깝지만(하이: 0.7V, 로우: 0.2V) I2L은 전압 대신 전류로 작동하기 때문에 높은 잡음 내성을 가진다. I2L은 1971년에 지크프리트 K. 비트만(Siegfried K. Wiedmann)과 호르스트 H. 버거(Horst H. Berger)에 의해 개발되었으며, 원래는 merged-transistor logic(MTL)라고 불렸다. 이 논리 계열의 단점은 CMOS와 달리 스위칭되지 않을 때도 게이트가 전력을 소비한다는 점이다.

## 구조

두 개의 입력, 두 개의 출력, 그리고 전류 주입 트랜지스터를 위한 하나의 전압 입력이 있는 I2L NOR 게이트

I2L 인버터 게이트는 PNP 공통 베이스 전류원 트랜지스터와 NPN 공통 이미터 개방 컬렉터 인버터 트랜지스터(즉, GND에 연결됨)로 구성된다. 웨이퍼 상에서 이 두 트랜지스터는 통합된다. 전류원 트랜지스터의 이미터에 작은 전압(약 1볼트)이 공급되어 인버터 트랜지스터에 공급되는 전류를 제어한다. 집적 회로에서는 저항보다 훨씬 작기 때문에 트랜지스터가 전류원으로 사용된다.
인버터는 개방 컬렉터이기 때문에 두 개 이상의 게이트의 출력을 서로 연결하여 유선 AND 동작을 수행할 수 있다. 따라서 이러한 방식으로 사용되는 출력의 팬 아웃은 하나이다. 그러나 인버터 트랜지스터에 더 많은 컬렉터를 추가하여 추가적인 출력을 만들 수 있다. 게이트는 단 하나의 인터커넥트 메탈 층으로 매우 간단하게 구성할 수 있다.
I2L 회로의 개별 구현에서 다중 컬렉터를 가진 바이폴라 NPN 트랜지스터는 여러 개의 개별 3단자 NPN 트랜지스터를 병렬로 연결하고 베이스는 함께 연결하고 이미터도 마찬가지로 연결하여 대체할 수 있다. 개별 저항은 개별 트랜지스터보다 작고 저렴하므로 전류원 트랜지스터는 양극 공급에서 인버터 트랜지스터의 베이스까지의 저항으로 대체할 수 있다.
마찬가지로, 통합된 PNP 전류 주입 트랜지스터와 NPN 인버터 트랜지스터는 별도의 개별 부품으로 구현될 수 있다.

## 동작

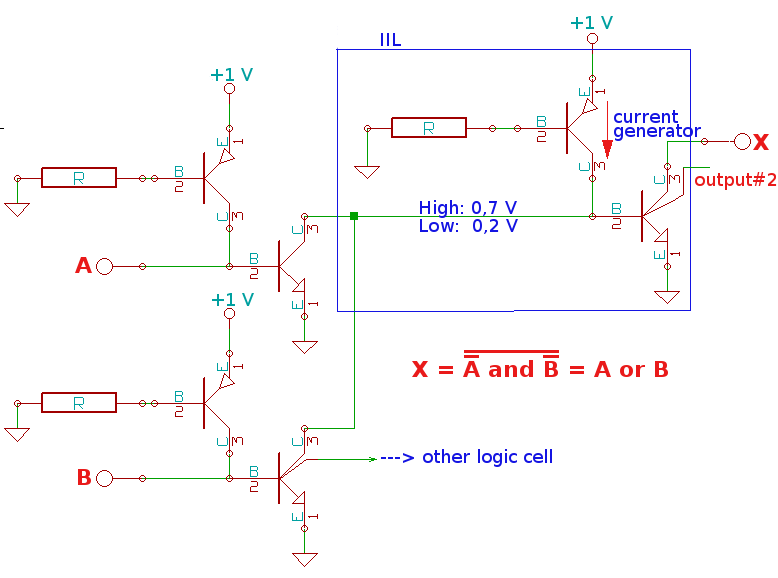
IIL 회로

I2L 회로의 핵심은 공통 이미터 개방 컬렉터 인버터이다. 일반적으로 인버터는 이미터가 접지에 연결되고 베이스가 전류원으로부터 전류로 순방향 바이어스된 NPN 트랜지스터로 구성된다. 입력은 전류 싱크(낮은 논리 레벨) 또는 높은 임피던스 부동 상태(높은 논리 레벨)로 베이스에 공급된다. 인버터의 출력은 컬렉터에 있다. 마찬가지로, 전류 싱크(낮은 논리 레벨) 또는 높은 임피던스 부동 상태(높은 논리 레벨)이다.
직접 결합 트랜지스터 논리와 마찬가지로, 하나의 NPN 트랜지스터의 출력(컬렉터)과 다음 트랜지스터의 입력(베이스) 사이에 저항이 없다.
인버터가 어떻게 작동하는지 이해하려면 전류 흐름을 이해해야 한다. 만약 바이어스 전류가 접지로 션트되면(낮은 논리 레벨), 트랜지스터는 꺼지고 컬렉터는 부동 상태가 된다(높은 논리 레벨). 만약 입력이 높은 임피던스이기 때문에 바이어스 전류가 접지로 션트되지 않으면(높은 논리 레벨), 바이어스 전류는 트랜지스터를 통해 이미터로 흐르며 트랜지스터를 켜서 컬렉터가 전류를 싱크할 수 있게 한다(낮은 논리 레벨). 인버터의 출력은 전류를 싱크할 수 있지만 전류를 소스할 수 없기 때문에 여러 인버터의 출력을 함께 연결하여 유선 AND 게이트를 형성하는 것이 안전하다. 두 인버터의 출력을 함께 연결하면 드 모르간의 정리에 따라 (A가 아님) AND (B가 아님) 구성이 NOT (A 또는 B)와 동등하기 때문에 2입력 NOR 게이트가 된다. 마지막으로 NOR 게이트의 출력은 다이어그램의 오른쪽 상단에 있는 IIL 인버터에 의해 반전되어 2입력 OR 게이트가 된다.
트랜지스터 내부의 기생 정전 용량으로 인해 인버터 트랜지스터의 베이스에 더 높은 전류를 소스하면 스위칭 속도가 빨라지고, I2L은 다른 바이폴라 논리 계열보다 높은 논리 레벨과 낮은 논리 레벨 사이의 전압 차이가 작기 때문에(약 3.3 또는 5볼트 대신 약 0.5볼트) 기생 정전 용량 충방전으로 인한 손실이 최소화된다.

## 사용
I2L은 집적 회로에 구성하기 비교적 간단하며, CMOS 논리가 등장하기 전 모토로라(현재 NXP 반도체) 및 텍사스 인스트루먼트와 같은 회사에서 흔히 사용되었다. 1975년, 싱클레어 라디오닉스(Sinclair Radionics)는 I2L 기술을 사용한 최초의 소비자용 디지털 시계 중 하나인 블랙 워치를 출시했다. 1976년, 텍사스 인스트루먼트는 I2L 기술을 사용한 SBP0400 CPU를 출시했다. 1970년대 후반, RCA는 자사의 CA3162 ADC 3자리 미터 집적 회로에 I²L을 사용했다. 1979년, HP는 저전력 소비 및 고밀도를 위한 통합 주입 논리(I2L)와 휴대용 배터리 작동을 가능하게 하는 HP 제작의 맞춤형 LSI 칩을 기반으로 하는 주파수 측정 기기와 HP 5315A/B에 고속이 필요한 일부 이미터 함수 논리(EFL) 회로를 도입했다.

## 추가 자료
- 사바드, 존 J. G. (2018) [2005]. “컴퓨터는 무엇으로 만들어지는가”. 《쿼디블록》. 2018년 7월 2일에 원본 문서에서 보존된 문서. 2018년 7월 16일에 확인함.